# Жоффруа, Жюльен-Луи
Жюльен-Луи Жоффруа (фр. Julien Louis Geoffroy; 17 августа 1743, Рен — 27 февраля 1814, Париж) — французский театральный и литературный критик.

## Биография
Учился сначала в Ренне, затем в колледже Людовика Великого в Париже. Затем работал преподавателем риторики в колледже Мазарини.
Решив попробовать себя в качестве драматурга, Жоффруа написал трагедию «Катон», которая, однако, так и не была поставлена. После смерти в 1776 году Эли Фрерона, редактора литературного журнала Année littéraire, Жоффруа занял его место и руководил журналом вплоть до его закрытия в 1792 года. Выступая с жёсткой критикой Вольтера и его последователей, Жоффруа нажил себе много врагов.
Во время революции, будучи ярым роялистом, Жоффруа основал консервативный журнал Ami du roi («Друг короля», 1790—1792). Во время якобинской диктатуры Жоффруа был вынужден скрываться в пригородах Парижа и смог вернуться в столицу только в 1799 году. Попытки возродить Année littéraire успеха не имели, и Жоффруа занял место критика в журнале Journal des débats, специализируясь на театральных постановках и операх, реже — музыкальных представлениях. Жоффруа сформировал стиль Journal des débats и считается образцом критики начала XIX века. Его острые статьи пользовались большим успехом, который, впрочем, оказался недолговечным: пятитомное собрание его статей, озаглавленное Cours de littérature dramatique (1819—1820), успехом не пользовалось.
Жоффруа также написал комментарий к работам Расина, который был опубликован как предисловие в издании Ленормана (1808).